# إزرائيل لونا
إزرائيل لونا (بالإنجليزية: Israel Luna)‏ هو كاتب سيناريو ومخرج أمريكي، ولد في 27 أبريل 1972 في ويلينغتون في الولايات المتحدة.

## وصلات خارجية
- إزرائيل لونا على موقع IMDb (الإنجليزية)
- إزرائيل لونا على موقع روتن توميتوز (الإنجليزية)
- إزرائيل لونا على موقع قاعدة بيانات الفيلم (الإنجليزية)
- إزرائيل لونا على موقع كينوبويسك (الروسية)